# Градац (Гулијан)
Градац је локалитет на истоименом стеновитом узвишењу повише села Гулијан, на територији општине Сврљиг.
На узвишењу Градац, изнад села са истичне стране, добро су уочљиви остаци старог, највероватније средњевековног утврђења. На највишем делу узвишења на већој страни, очувани су делови зидова са остацима малтера. Правоугаоне су основе, димензије око 4,5x6m и представљају свакако остатке донжон куле, са које се могла добро контролисати околина. Око куле на нешто нешто нижем зарављеном делу узвишења, местимично су сачувани и остаци зидова утврђења. Део зида утврђења, источно од куле, на самој ивици узвишења, грађен је у дужини око 20m. Дебљина зида се не може мерити због обрушења низ косину брда. Матерјал је ломљени и притесани камен, кога по косини брда има у великим количинама. Опеке и сиге нема. На осталом делу узвишења остаци зидова нису видљиви, пошто је тај део обрастао шибљем.
Утврђење је било мањих димензија, око 60x25m, са кулом у средишњем делу. Служило је као осматрачница и предстажа за контролу удолине и прилаза. По начину градње и материјалу утврђење је средњовековног типа и то вероватно око 15. века. Време настанка могло би се тачније константовати само археолошким ископавањима.
Мештани су средишњи део куле обележили каменим крстом са записом: У славу и част св. Тројице, подиже фамилија Јефте Марковића 1912.г. Мештани називају ово место Градац или кула, а врло често и црквиште св. Тројице. 